# Модрича (футбольний клуб)
Модрича Максима — футбольний клуб з Боснії і Герцеговини, базується у місті Модрича, яке розташоване в Республіці Сербській. Клуб був заснований у 1922 році. В сезоні 2002-03 «Модрича», зайнявши перше місце у Першій лізі Республіки Сербської, отримала право виступати у Прем'єр-лізі. Клуб грає на стадіоні імені Мілана Єлича (вміщує 7 600 глядачів) і спонсором є місцевий нафтопереробний завод.

## Історія
Вперше футбол у Модричу привіз із Праги студент Джока Петрович. Футбольний клуб засновано 1922 року. Перша назва клубу — «Рогуль», але незабаром назву змінили на «Зора». Перший офіційний матч «Зори» відбувся у 1923 році з командою «Босанац» із сусіднього міста Босански Шамац і закінчився внічию 2:2.
«Зора» існувала аж до 1927 року, коли клуб розформували. Незабаром був створений ще один клуб, який отримав назву «Олімпія», і виступав під цією назвою до 1938 року, коли змінив свою назву на «ФК Добор». На час війни всі спортивні заходи припинилися, і лише після завершення війни у серпні 1945 року був створени новий футбольний клуб з назвою «Слога». Пізніше клуб змінив цю назву на «Напредак», а потім — «Модрича».
Сезон 2003-04 став для «Модричі» дебютним в Прем'єр-лізі Боснії і Герцеговини. В тому ж сезоні «Модрича» здобула Кубок Боснії і Герцеговини.
Завдяки перемозі в кубку, клуб отримав право заявитися у Кубок УЄФА наступного сезону. Дебют в єврокубках припав на матчі з «Санта-Коломою» з Андорри. Були здобуті перемоги в обох матчах, але в наступному раунді «Модричу» вибив із турніру болгарський «Левскі».
В сезоні 2007-08 «Модрича» стала чемпіоном Боснії і Герцеговини.
Сезон 2009-10 «Модрича» завершила на останньому 16-му місці і покинула елітну лігу.

## Стадіон

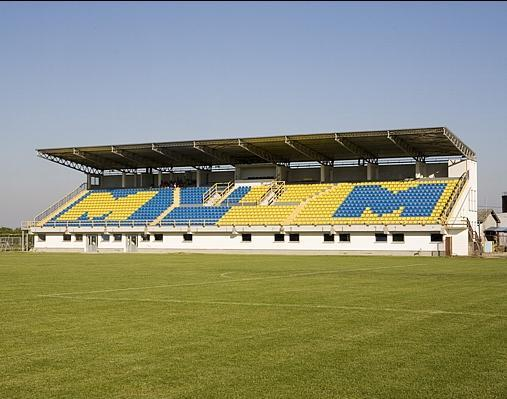
Стадіон імені Мілана Єлича

Збудований і відкритий у 1962 році. Перший міжнародний матч: товариська гра Боснії і Герцеговини проти Словенії у 2004 році, який приніс перемогу господарям з рахунком 1:0. «Модрича» спочатку грала на стадіоні «Враньяк». Стадіон був збудований в основному з дерева і вміщував 3000 глядачів. Пізніше було прийнято рішення будувати більший стадіон, оскільки «Модрича» стала грати у Прем'єр-лізі. Був збудований стадіон «Максима». Після смерті Мілана Єлича, колишнього президента Республіки Сербської, 30 вересня 2007року, в клубі вирішили змінити назву свого стадіону на його ім'я. У розпорядженні «Модричі» один із найкрасивіших стадіонів у країні. Стадіон вміщує приблизно 7600 глядачів.

## Досягнення
- Переможець Першої ліги Республіки Сербської: 2003
- Чемпіон Боснії і Герцеговини: 2007-08
- Володар кубка Республіки Сербської: 2007
- Володар кубка Боснії і Герцеговини: 2004